# El verano en que Hikaru murió (serie de televisión)
El verano en que Hikaru murió es una serie de anime basada en el manga del mismo nombre escrito e ilustrado por Mokumokuren. La serie está producida por CygamesPictures y dirigida y escrita por Ryōhei Takeshita, con diseños de personajes y dirección de animación en jefe a cargo de Yūichi Takahashi, la animación de "Dorodoro" a cargo de Masanobu Hiraoka y música compuesta por Tarō Umebayashi. Se estrenó el 6 de julio de 2025 en Nippon TV. El tema de apertura es «Saikai» (再会?), interpretado por Vaundy, mientras que el tema de cierre es «Anata wa Kaibutsu» (あなたはかいぶつ?), interpretado por Tooboe. Netflix transmite la serie a nivel mundial, y Abema la transmite dentro de Japón de forma gratuita.

## Temporadas
| Temporada | Temporada | Episodios | Episodios | Emisión original   | Emisión original |
| Temporada | Temporada | Episodios | Episodios | Primera emisión    | Última emisión   |
| --------- | --------- | --------- | --------- | ------------------ | ---------------- |
|           | 1         | 12        | 12        | 6 de julio de 2025 | —                |

## Episodios

### Primera temporada (2025)
| N.º | Título                                                         | Dirigido por                        | Escrito por      | Guion gráfico por | Fecha de emisión original |
| --- | -------------------------------------------------------------- | ----------------------------------- | ---------------- | ----------------- | ------------------------- |
| 1   | «El sustituto» Transcripción: «Daitaihin» (en japonés: 代替品) | Ryōhei Takeshita                    | Ryōhei Takeshita | Ryōhei Takeshita  | 6 de julio de 2025        |
| 2   | «Sospechas» Transcripción: «Giwaku» (en japonés: 疑惑)         | Mitsuhiro Ōsako                     | Oki Maruyama     | Mitsuhiro Ōsako   | 13 de julio de 2025       |
| 3   | «Rechazo» Transcripción: «Kyozetsu» (en japonés: 拒絶)         | Kōhei KidoAyumu UwanoAsaka Yokoyama | Ryōhei Takeshita | Asaka Yokoyama    | 20 de julio de 2025       |

## Lanzamientos en BD/DVD

### Japón
| Volumen | Volumen | Episodios               | Fecha de lanzamiento    | Ref.   |
| ------- | ------- | ----------------------- | ----------------------- | ------ |
|         | 1       | 1–4                     | 26 de noviembre de 2025 | [ 10 ] |
| 2       | 5–8     | 24 de diciembre de 2025 | [ 11 ]                  |        |
| 3       | 9–12    | 28 de enero de 2026     | [ 12 ]                  |        |